# アスティエリディスクス
アスティエリディスクス（学名：Astieridiscus）は、前期白亜紀に絶滅したアンモナイトの属。殻は縮閉線を描き、密集した単純なもの、あるいは分岐したわずかに屈曲した肋で覆われている。側面はわずかに扁平で、腹部は丸みを帯びている。最内側の渦を除き、臍やその他の結節は存在しなかった。表面的にはオルコステファヌスに似ていた。